# كاران غوبتا
كاران غوبتا (بالإنجليزية: Karan Gupta)‏ هو صحفي هندي، ولد في 12 مايو 1979 في مومباي في الهند.